# Літературні журнали України
Літературно-художні журнали України — звичне явище для вітчизняного медіа-ринку, адже перший часопис такого спрямування з'явився ще у 1925 році. Це був «Всесвіт» — журнал іноземної літератури, який виходить і досі. Твори українських авторів першою почала публікувати «Вітчизна», заснована 1933 року. Останній номер часопису вийшов у 2009 році. Сучасний медіа-ринок нестабільний, його основу складають добре відомі авторитетні видання. Час від часу з'являються й нові найменування, але більшість з них безслідно зникає. Утвердитися і зміцнити свої позиції, а головне — задовольнити смаки читачів вдається лише одиницям. Як правило, літературно-художні часописи мають невеликі тиражі, практично не містять реклами, характеризуються низькою передплатною активністю та вузькою мережею продажу. Однак роль таких видань у літературному процесі незаперечна. Вони відображають його загальний стан на певному етапі розвитку й слугують джерелом вивчення історії літератури та літературної критики в майбутньому. Літературно-художня періодика в історії української журналістики завжди була носієм національної ідеї, виступала засобом пробудження патріотичних почуттів й об'єднувала громадян довкола спільної мети — здобуття незалежності української держави.

## Визначення
Літературні журнали — це періодичні видання, найчастіше щомісячні, які публікують нові оригінальні й перекладні літературно-художні твори різних жанрів, знайомлять читача з подіями літературного життя, формують літературно-громадську думку. Більшість з них є водночас громадсько-політичними, оскільки поряд з белетристикою і літературною критикою вони вміщують публіцистичні твори, матеріали з питань розвитку інших видів мистецтва, внутрішньої і міжнародної політики, економіки, історії, соціології.

## Літературно-художні журнали України

### Класифікація
Вчений Михайло Олександрович Шейко поділяє вітчизняну літературну періодику останньої чверті XX — початку XXI століття на дві групи:
- «Старі» видання, які збереглися ще з радянських часів («Київ», «Дніпро», «Вітчизна»[2], «Дзвін», «Березіль», «Всесвіт», «Українська культура»);
- «Нові» видання, які з'явилися порівняно нещодавно («Четвер», «Ї»[3], «Кур'єр Кривбасу», «Потяг'76», «Київська Русь», «Літературний Тернопіль», «Склянка часу»).

Вказані дві групи не ворогують і, навіть, не полемізують між собою. «Старі» та «нові» літературні журнали постійно взаємозбагачуються і мирно співіснують в культурному медіа-просторі України.
Проміжне місце в орієнтовній класифікації займає «часопис незалежної української думки» — «Сучасність», що впродовж трьох десятиліть виходив за кордоном, а в 1991 році «переселився» до Києва. Варто також згадати журнали-альманахи, які з'явилися після прийняття незалежності України й не затрималися до наших днів: «Авжеж!», «Криниця», «Світовид», «Український засів». Вони проіснували недовго, але зробили свій внесок у розвиток літератури й літературної періодики.

### Опис
Більшість сучасних видань зосереджена в Києві, Західній Україні (Івано-Франківськ, Львів, Луцьк) і на Сході (Донецьк, Харків, Кривий Ріг). За територією розповсюдження літературно-художні журнали поділяються на всеукраїнські («Березіль», «Всесвіт», «Дніпро», «Кур'єр Кривбасу», «Літературний Тернопіль», «Українська культура»), міжнародні («Склянка часу») й регіональні («Буковинський журнал», «Терен»), а Інтернет-проект «Потяг'76» визначають як «центральноєвропейський літературний часопис».
Значна частина літературної періодики із першої групи заснована Спілкою письменників України. Найчитанішим є київський «Всесвіт». Його популярність пов'язують з тим, що в книгарнях вкрай рідко можна натрапити на якісну українську перекладну літературу. Із спілчанськими часописами співпрацюють переважно вітчизняні класики: Юрій Андрухович, Оксана Забужко, Сергій Жадан, Віра Вовк, Людмила Таран, Галина Тарасюк, Юрій Краснощок, Василь Шкляр, Олександр Ірванець, Емма Андієвська, Юрій Винничук, Ірен Роздобудько, Володимир Єшкілєв, Тарас Прохасько.  «Березіль», який з 2018 року видається в Києві як позаспілчанський часопис, намагається органічно поєднувати на своїх сторінках твори «спілчан» і «модерністів».
До другої групи належать видання, найчастіше створені конкретним письменником чи літературним критиком власними силами, за рахунок спонсорських внесків, здобутих грантів, окремих книжкових проектів тощо. Вони займають провідне місце на ринку друкованої продукції. Для прикладу, «Кур'єр Кривбасу» — один із небагатьох літературних часописів, який виплачує гонорари своїм авторам. У «нових» виданнях можна побачити твори як відомих, так і молодих письменників: Юрій Іздрик, Андрій Содомора, Остап Сливинський, Лариса Денисенко, Мирослав Лазарук, Віктор Неборак, Світлана Кириченко, Ірена Карпа, Наталка Сняданко, Дзвінка Матіяш, Богдана Матіяш, Галина Ткачук, Любко Дереш, Олександр Горський.

### Особливості
Спільною для літературно-художньої періодики є використання переважно  художнього стилю мовлення в розкритті змісту обраної тематики творів. В таких часописах зустрічаються сучасні романи, детективи, повісті, оповідання, фантастика, поезія, а також критичні відгуки, сатирично-гумористичні доробки, переклади зарубіжної літератури. Серед публіцистичних матеріалів переважають статті, життєписи, есе, репортажі, інтерв'ю, нариси. Ще одна особливість літературних журналів — вони, як правило, не розраховані на широкий діапазон читацької аудиторії, а відповідають інтересам обмеженого кола читачів (молодіжний «Четвер»). Однак існують видання, що об'єднують людей різної національності, вікової категорії, соціального рівня, релігійного віросповідання («Склянка часу»). Для більшості українських часописів характерними залишаються фінансові проблеми, замкнутість, невеликий тираж. Вони з'являються раз на два-три місяці («Березіль», «Всесвіт», «Київ»), обирають електронний формат, який є економнішим («Потяг'76»), перетворюються на «концептуальні» («Четвер»), або взагалі не з'являються («Вітчизна», «Київська Русь»).
Кожний журнал, окрім загальних, має ще й індивідуальні ознаки, завдяки яким вирізняється з-поміж інших. Зокрема, «Всесвіт» ознайомлює із творчістю зарубіжних авторів; «Дніпро» — яскраве повноколірне видання; «Березіль», навпаки, більш класичне і стримане; «Літературний Тернопіль» вважається перспективним, а «Кур'єр Кривбасу» — авторитетним і престижним часописом. Літературні журнали відіграють важливу роль у становленні й розвитку української культури. Вони здебільшого не тільки презентують поетичні та прозові новинки, а й критично аналізують і осмислюють події літературного життя.

### Перелік колишніх журналів
Перелік україномовних видань літературного спрямування об'єднує газети, журнали, а також альманахи. В Україні раніше виходила досить значна кількість літературних журналів.
У минулому існували наступні всеукраїнські україномовні журнали: «Сучасність» (1961—2010, 2012—2013),, один змішано українсько-російсько-німецький («Склянка часу*Zeitglas») та один змішано українсько-російський («Шо»).
Також у минулому існували локальні літературно-художні журнали, як от «Донбас»   та "Крила"  (засновано в 1998 році), наразі  відновлюється в оновленому варіанті - "Крила Придніпров’я". 

### Перелік існуючих журналів
«Всесвіт», «Дніпро», «Кур'єр Кривбасу», «Дзвін», «Літературний Тернопіль», «Українська культура», «Березіль», «Київ», «Смолоскип».